# Йонг Бош, Джонни
Джонни Йонг Бош (англ. Johnny Yong Bosch; род. 6 января 1976, Канзас-Сити, Миссури) — корейско-американский актёр телесериалов, фильмов, озвучивания, музыкант, певец, и мастер боевых искусств. Наиболее известен под именем Адама Парка, игравшего чёрного рейнджера в «Могучие Морфы: Рейнджеры силы», зелёного рейнджера в «Могучие рейнджеры: Зео» и ролью ещё одного зелёного рейнджера в «Могучие рейнджеры: Турбо», а также в других Могучих рейнджерах, телесериалах и фильмах.

## Биография
Джонни родился 6 января 1976 года в Америке, штата Миссури, города Канзас-Сити, а вырос в Гарленде.
Его мать по национальности — кореянка, отец — американец ирландского и немецкого происхождения. Он второй из четырёх детей в семье
В юношеские года увлекался разными видами спорта, но Ушу принёс ему несколько побед на соревнованиях, но по большей части занимался и продолжает заниматься боевыми искусствами.

## Личная жизнь
Женился на Эми Бош 21 марта 2003 года. У него есть дочь по имени Нови и сын по имени Джетсон.

## Фильмография
| Год       | Фильм                                                | Роль              | Сезон                                                    | Ссылки |
| --------- | ---------------------------------------------------- | ----------------- | -------------------------------------------------------- | ------ |
| 1994-96   | Могучие рейнджеры                                    | Адам Парк         | Сезон 2-3                                                |        |
| 1994      | Могучие рейнджеры-морфины: Волшебное Рождество Альфы | Адам Парк         | Специальный выпуск                                       |        |
| 1995      | Могучие морфы: Рейнджеры силы                        | Адам Парк         |                                                          |        |
| 1996      | Могучие рейнджеры: Зео                               | Адам Парк         |                                                          |        |
| 1997      | Могучие рейнджеры: Турбо                             | Адам Парк         |                                                          |        |
| 1997      | Могучие рейнджеры Турбо                              | Адам Парк         | Эпизоды 1-19 (переключиться на Турбо), (Передача факела) |        |
| 1998      | Могучие Рейнджеры в космосе                          | Адам Парк         | Эпизод 25 (Всегда есть шанс)                             |        |
| 1999      | Могучие рейнджеры: Потерянный эпизод                 | Адам Парк         | Специальный выпуск (архивные кадры)                      |        |
| 2005      | Призрак Девона: Легенда о кровавом мальчике          | Джош              | Директор                                                 |        |
| 2007      | Могучие рейнджеры: Операция «Овердрайв»              | Адам Парк         | Эпизоды 20-21 (Однажды рейнджеры)                        |        |
| 2007-2011 | Аниме ТВ                                             | Хозяин            | Видео-подкаст                                            |        |
| 2008      | Сломанный путь                                       | Джек Эллис/Хикори |                                                          |        |
| 2010      | Хеллбиндеры                                          | Рю                |                                                          |        |
| 2011      | Супа Ниндзя                                          | Мастер Шин        |                                                          |        |
| 2012      | Мертвая хватка                                       | Факел             | Прямая трансляция видео                                  |        |
| 2025      | Дьявол Может Плакать (ТВ Сериал)                     | Данте             | Эпизоды 1-8                                              |        |